# Anytime You Need a Friend
Az Anytime You Need a Friend Mariah Carey amerikai énekesnő utolsó kislemeze harmadik, Music Box című stúdióalbumáról.

## Fogadtatása
Carey minden korábbi kislemeze felkerült a Billboard Hot 100-on az első ötbe, az Anytime You Need a Friend azonban csak a 12. helyig jutott. Tizennyolc hétig maradt a Top 40-ben. Ennek ellenére a rádiók gyakran játszották, és az 1994-es év végi slágerlistán a 47. helyre került, ezzel Careynek három kislemeze került az első ötven közé. A Hot R&B/Hip-Hop Singles & Tracks listán mindeddig a legkevésbé sikeres kislemeze, nem került be a Top 20-ba sem, az Adult Contemporary listán azonban a Top 5-be került, egy remixe pedig Carey negyedik listavezető száma lett a Hot Dance Music/Club Play listán.
Külföldön a dal közel sem aratott akkora sikert, mint az előző, a Without You, a legtöbb országban csak a Top 20-ba került be, az Egyesült Királyságban azonban a Top 10-be, ezzel ez lett a Without You után Carey második kislemeze, ami nagyobb sikert aratott itt, mint az USA-ban.

## Videóklip és remixek
A dal fekete-fehér videóklipjét Danielle Federici rendezte. A klipben Carey az utcákon és egy kórus tagjai közt sétál, és barátságot köt a szomorú emberekkel.
Az Anytime You Need a Friend remixeit David Cole és Robert Clivillés (C+C Music Factory) készítették. Több mint tizenöt remix készült, de nagy részük a C+C Club Mixen alapul. További remixek például az All That and More Mix, a Dave’s Empty Pass Mix és a Boriqua Tribe Mix. Corey Rooney és Mark Morales készítették a Soul Convention és a stringapella változatokat. A remixek nagy száma miatt két maxi kislemezt jelentettek meg. az Egyesült Államokban. Carey mind a C&C mixeknek, mind a Soul Convention és a Stringapella változatnak társproducere volt; ekkor volt először lehetősége arra, hogy remixei producere lehessen.
A C+C Club Mixhez is készült egy klip, a C+C Video Edit, amit szintén Danielle Federici rendezett, és a fő videóklip elkészítésébe nyújt betekintést: a fekete-fehér klipben Carey és barátai a stúdióban bolondoznak.

### Hivatalos remixek
- Anytime You Need a Friend (7" Mix)
- Anytime You Need a Friend (All That And More Mix)
- Anytime You Need a Friend (Anytime Edit)
- Anytime You Need a Friend (Boriqua Tribe Mix)
- Anytime You Need a Friend (C&C Club Mix)
- Anytime You Need a Friend (C&C Dub Mix)
- Anytime You Need a Friend (C&C Extended Mix)
- Anytime You Need a Friend (C&C Radio Edit)
- Anytime You Need a Friend (Dave's Empty Pass)
- Anytime You Need a Friend (Ministry of Sound Mix)
- Anytime You Need a Friend (Soul Convention Remix)
- Anytime You Need a Friend (String-A-Pella)
- Anytime You Need a Friend (Video Edit)

## Számlista
- USA kislemez (CD, kazetta, 7")
  1. Anytime You Need a Friend (Album Version)
  2. Music Box (Album Version)
- USA CD maxi kislemez 1
  1. Anytime You Need a Friend (C+C Club Version)
  2. Anytime You Need a Friend (Ministry of Sound Mix)
  3. Anytime You Need a Friend (Dave’s Empty Pass)
  4. Anytime You Need a Friend (7" mix)
- USA CD maxi kislemez 2
  1. Anytime You Need a Friend (Soul Convention Remix)
  2. Anytime You Need a Friend (Stringapella)
  3. Anytime You Need a Friend (Album Version)
  4. Music Box (Album Version)

### Helyezések
| Slágerlista (1994)                             | Legmagasabb helyezés |
| ---------------------------------------------- | -------------------- |
| USA Billboard Hot 100                          | 12                   |
| USA Billboard Hot R&B/Hip-Hop Singles & Tracks | 22                   |
| USA Billboard Adult Contemporary               | 5                    |
| USA Billboard Top 40 Mainstream                | 5                    |
| USA Billboard Rhythmic Top 40                  | 14                   |
| USA Billboard Hot Dance Music/Club Play        | 1 (1 hétig)          |
| USA ARC Weekly Top 40                          | 4                    |
| Ausztrál ARIA kislemezlista                    | 12                   |
| Brit kislemezlista                             | 8                    |
| Francia kislemezlista                          | 12                   |
| Német kislemezlista                            | 41                   |
| Svájci kislemezlista                           | 15                   |